# Мяркінє
Мяркінє (також Мереч; лит. Merkinė, трад. біл. Мерач, трад. рос. Меречь, пол. Merecz, їд. מערעטש) — колишнє місто, наразі містечко у Варенському районі Алітуського повіту на південному заході Литви. Розташоване на правому березі річки Німан у місці злиття Німана з річками Мяркіс і Станґє на території Дзукійського національного парку.
Адміністративний центр однойменного староства.

## Назва
Назва міста походить від річки Мяркіс (лит. Merkys), що тече через місто. Назва річки у свою чергу походить від литовського слова merkti, що означає «замочувати».
У хроніках хрестоносців місто фігурує під назвою Меркен (нім. Merken) або Меркенпіль чи Меркенпілле (нім. Merkenpille, «замок Меркен»).

## Географія

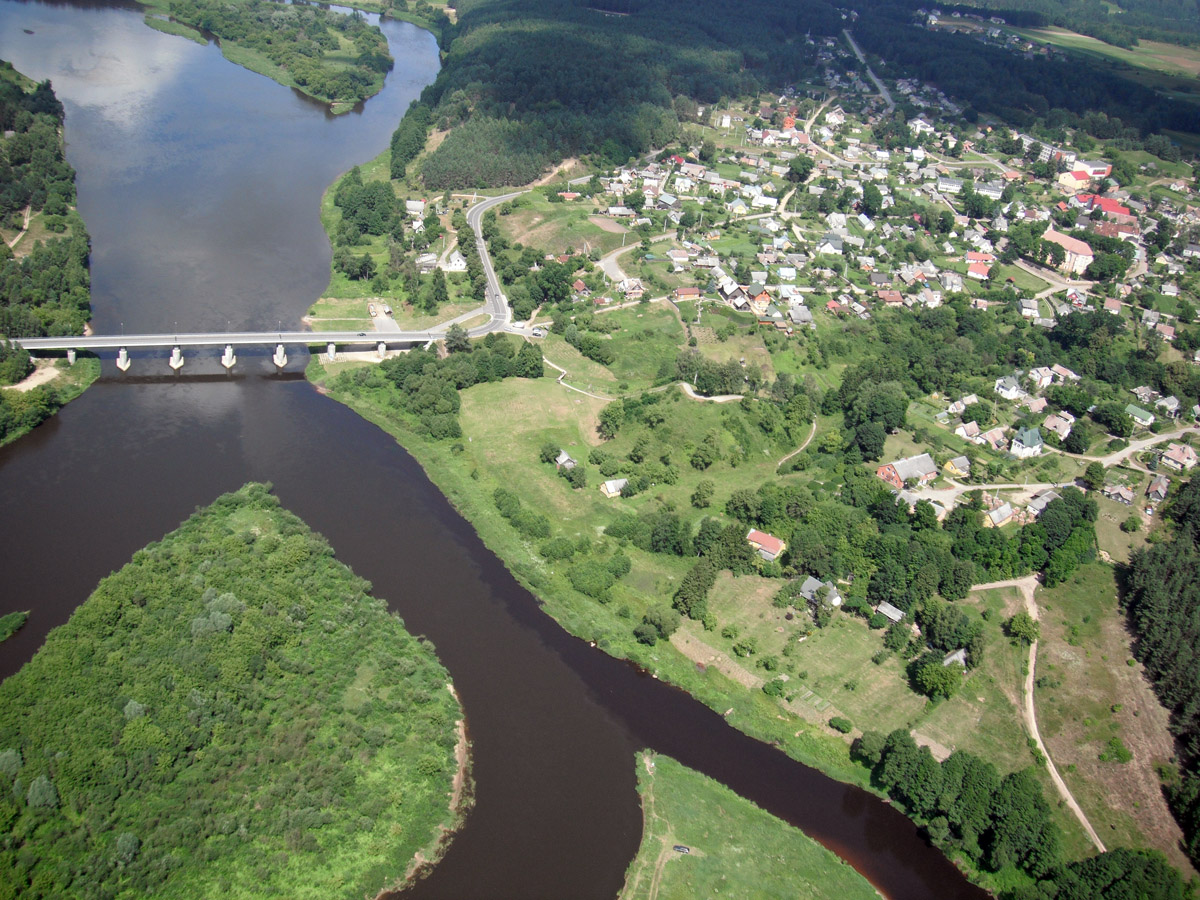
Панорама міста з висоти

Мяркінє розташоване на Дайнавській рівнині на перехресті історичних шляхів від Вільнюса до Варшави та від Каунаса до Гродно.
У місті є лікарня підтримувальної терапії та піклування, амбулаторія, гімназія (середня школа у 1940–2005 рр.), школа-інтернат, заснована у 1960 році, філіал Варенської школи музики та мистецтв, заснований у 1990 році, дитячий садок, центри дозвілля та відпочинку, поштове відділення, бібліотека (1947 року) та етнокультурний клуб для молоді. У місті також відзначають традиційні та релігійні свята.
Неподалік від міста також знаходиться городище Мяркінє — природна пам'ятка, від якої через луги та ліси прокладена двокілометрова ботанічна стежка до злиття Німана та Мяркіса.

## Історія

### Доісторичні часи

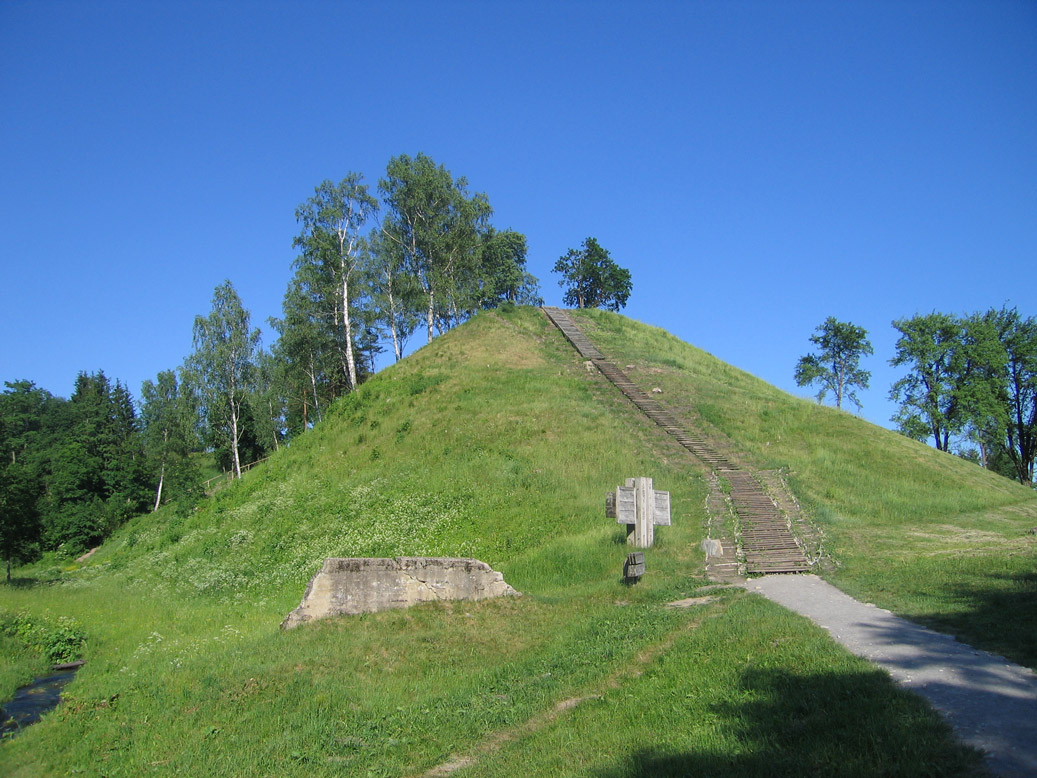
Городище у Мяркінє

З доісторичних часів із назвою міста пов'язаний Мяркінський міжльодовиковий період — період теплого клімату у плейстоцені.
Мяркінє — одне із найдавніших поселень Литви: згідно з археологічними даними, люди жили тут ще у другій половині Х тисячоліття до н.е. 21 досліджене поселення датується IX тисячоліттям до н.е. та належить до різноманітних культурних груп, здебільшого до Свідерської культури. Місця стоянок та житлові поселення – Максимонське поселення та стоянки, Мяркінські стоянки, Нятієські стоянки і поселення та інші розташовані на верхній та нижній терасах Німана та Мяркіса, біля озер та дрібних річок.
11 досліджених поселень датуються мезолітом. З першої половини VIII тисячоліття до н.е. та до його кінця тут жили люди, що належали до Кундської та Кудлаївської культур — на схід від Мяркінє розташована територія поселення часів Кундської культури площею у 2 га.
10 житлових поселень належать до Яніславської культури. Сформовані на початку неоліту на півдні Литви поселення Німанської культури навколо Мяркінє існували до III тисячоліття до н.е.; були знайдені 9 житлових поселень пізнього неоліту та бронзової доби.
Навколо Мяркінє були зафіксовані знахідки, датовані ранньою та пізньою залізною добою V–IX ст., зокрема керамічні вироби. До середньої залізної доби (V – IX ст.) також належать окремі знахідки з міста, зокрема місцеві тумулуси. Характерні для пізньої залізної доби (IX–XII ст.) укріплення є у шести городищах. Також були знайдені характерні керамічні вироби, сокири з широким лезом, привезені наконечники стріл та мечі з двома лезами. У містечку Ґалінтєнай збереглося кладовище. На відстані 1,5 км від Мяркінє, на лівому березі Німана, розташовані Йоньонські камені  – найдавніша палеоастрономічна обсерваторія.

### Середні віки

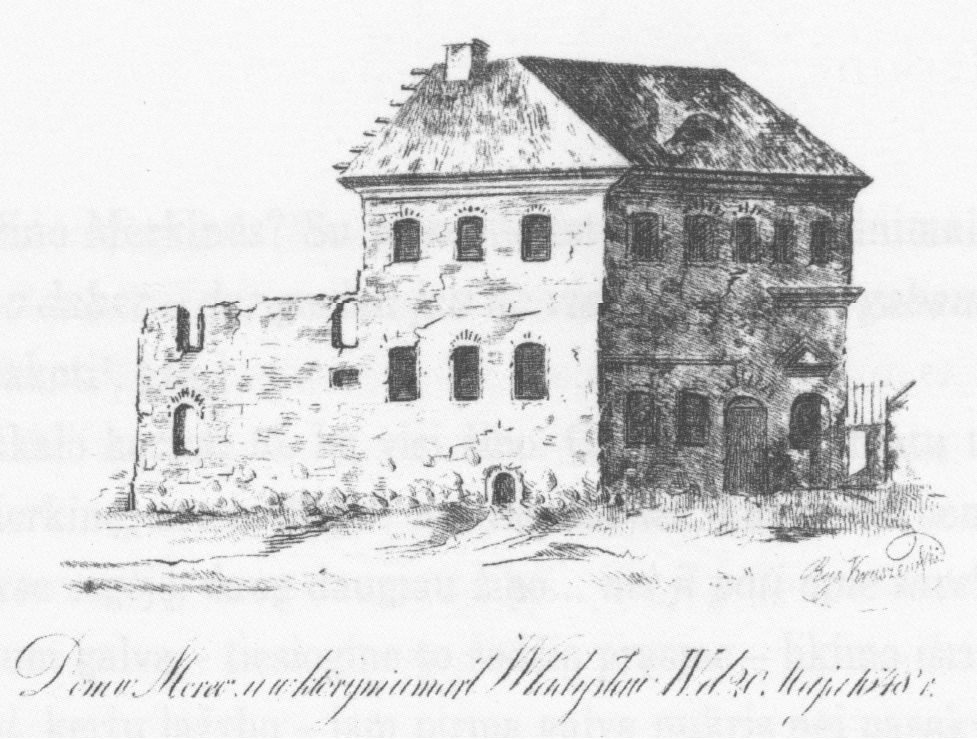
Будинок, у якому помер король Речі Посполитої Владислав IV Ваза

Мяркінє було важливим стратегічним пунктом Німанської оборонної лінії Великого князівства Литовського – перша згадка про місто зустрічається у 1359 році у новгородських літописах, а з 1377 року Мяркінє згадується у хроніках Тевтонського ордену в описах хрестових походів. Деякі історики вважають, що місто могло бути засноване вікінгами ще у XII столітті. На злитті річок Німана та Мяркіса стояв дерев'яний Мяркінський замок, який у 1377 році спустошили хрестоносці. Замок також зазнавав нападів хрестоносців у 1394 та 1403 роках. Залишки замку збереглися на городищі, на якому стоїть місто.
Вважається, що у роки хрещення Литви у 1387−1382 роках король Ягайлом та великий князь Литовський Вітовт збудували у фортеці першу міську церкву, у якій був підписаний документ про те, що Ягайло, який у тому ж році був у Мяркінє, дарував йому міські права; тут він надав міські права й Вільнюсу. Місто також було розташоване на важливому історичному шляху з Вільнюса до Кракова, з селом Віґри його також сполучав Віґрайський шлях, яким їздив на полювання великий князь Литовський Вітовт. У 1418 році король Ягайло перебував тут незадовго до Різдва – у тому ж році була збудована парафіяльна церква, а у 1421 році приймав тут чеських послів. З цього року у місті оселяються чехи, які напряму підкорялися короні, а у 1539 році тут з'являються перші євреї.
Після Грюнвальдської битви 1410 року Мяркінське поселення почало розширюватися, – з'явилася ринкова площа, працювали корчми, магазини, постоялі двори, розвивалися ремесла. У 1443 році було завершене будівництво міського костелу.
Вже у другій половині XV століття Мяркінє було важливим центром ремесел, торгівлі та її контролю. Середина XVI та перша половина XVII століття – період розквіту міста; з XVI століття згадуються Мяркінські королівський двір та староство. У 1501 році великий князь Литовський Олександр Ягеллончик віддав частину мяркінських лісів Михайлу Глинському: у той час у районі Мяркіне розвинулося сільське поселення. Здебільшого поселення засновували литовці. Пізніше мяркінський замок був розбудований і часто називався замком королеви Бони.
З 1529 року Мяркінє внесене до списку непривілейованих міст Великого князівства Литовського. У 1532 році литовський сейм зустрічався у Мяркінє. У 1556 році король Польщі та великий князь Литовський Сигізмунд II Август віддав місто Варварі Радзивілл. 7 грудня 1569 року Сигізмунд Август повторно надав місту Магдебурзьке право (у 1776 році воно було віднято, а у 1791 році повернене знову) та герб із зображенням єдинорога (див. Боньча), а також ринкові привілеї. До отримання містом Магдебурзького права тут діяла низка податкових установ, які здебільшого були джерелом швидкого росту та розвитку торгівлі.
Протягом усієї другої половини XVI століття Мяркінє позначається на картах Речі Посполитої. У 1587 році місто називалося Велике Мяркінє, щоб відрізнятися від хутору Мяркінє у сучасному Шальчинінкському районі. У 1595 році була вперше згадана ратуша Мяркінє, збудована на міській площі.

### Новий час

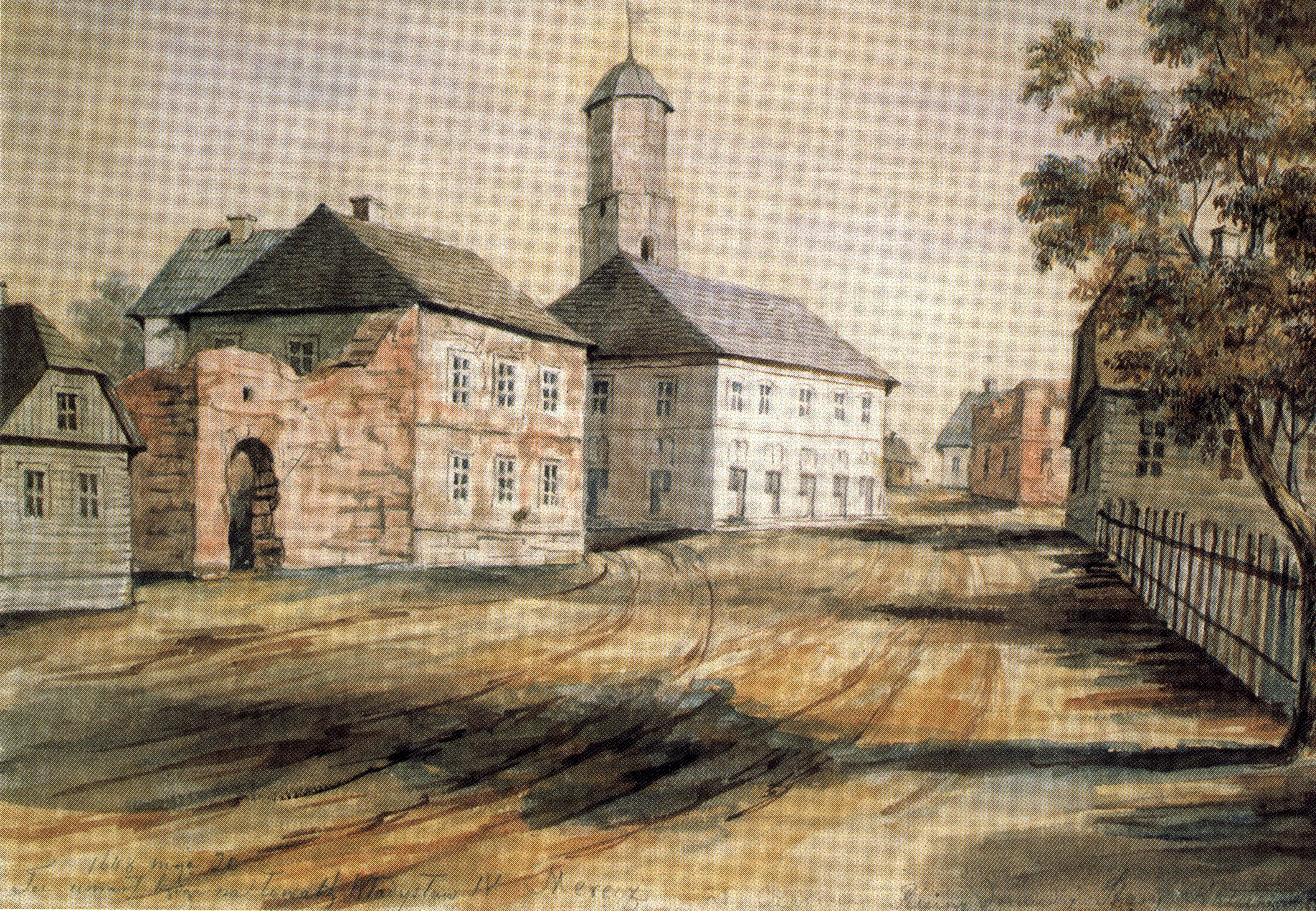
Наполеон Орда. Ратуша Мяркінє, 1875-1877 р.

У XVI–XVII століттях Мяркінє процвітало завдяки своєму розташуванню на перетині важливих водних і наземних торговельних шляхів та отриманню королівських привілеїв. Місто мало три церкви, два монастирі та річковий порт, а його центр невдовзі із дерев'яного став кам'яним.
У 1605 році бургомістр Мяркінє запросив до міста домініканських ченців та подарував їм кам'яні будинки з ділянками землі. У 1615 році була збудована церква Внебовзяття Пресвятої Діви Марії, у яку під час Тридцятилітньої війни влучило гарматне ядро, яке і досі лишилося у її стіні.
З 1616 року у місті починає розвиватися єврейське життя. У 1633 році були затверджені цехові привілеї для гільдій кожум'як та шевців, у 1639 році – для гільдій кравців. Мяркінє зростало та стало одним із найважливіших економічних, духовних та культурних центрів Дайнавського краю. 20 травня 1648 року тут помер король Владислав IV Ваза, який також часто відпочивав тут за життя.
За часів Шведського потопу, польсько-російської війни 1654–1667 рр. та Великої Північної війни 1700–1721 рр. Мяркінє сильно постраждало від нападів російської та шведської армій та втратило своє колишнє значення. У 1707 та 1708 роках Мяркінє відвідував Петро І. У 1676 році гетьман Михайло Казимир Пац заснував у Мяркінє єзуїтську місію, яку у 1755 році перетворив на резиденцію. З 1696 року при єзуїтському монастирі діяла школа. У 1742—1746 роках єзуїти збудували дерев'яний костел Святого Хреста.
У другій половині XVI століття Мяркінє входило до Троцького повіту Троцького воєводства.
Станом на 1756 рік у центрі Мяркінє проживало 253 євреї та було 28 будинків. У 1777 році домініканці, що захопили володіння єзуїтів, заснували окружну школу. У 1790 році у Мяркінє налічувалося 138 будинки, з яких лише 2 були кам'яними, 9 таверн та постоялих домів. У ході повстання Тадеуша Костюшка у 1794 році Російська імператорська армія спалила місто; воно знову горіло у 1803 році, а у 1822 році згоріла ратуша та крамниці навколо неї. У 1831 році був закритий домініканський монастир разом зі школою. У 1838 році в місті було 160 будинків, 140 із яких належали євреям. У 1861–1850 рр. Мяркінє було центром уїзду. У 1888 році після зносу ратуші на її місці збудували та освятили православний храм.
Мяркінє також було важливим річковим портом. У документах згадуються колишні склади, у яких містяни тримали свої річкові човни. У 1556 році у місті вивантажувалася та продавалася сіль, яку перевозили угору за течією річки з Каунаса до Гродна. У міських актах також згадувалися конфлікти між містянами, що ходили на човнах, та тими, що лишалися у місті. У 1693–1695 роках в описі староства вказано, що з кожного човна, що плив угору за течією, стягувалася оплата у розмірі 15 грошів. У міському інвентарі від 1794 року вказано, що тут був порт на Німані, а Німан та Мяркіс були судохідними річками. У XIX столітті писали, що Мяркінє було центром торговельного судоплавства, який також будував судна.
У 1744 року у Мяркінє помер князь Михайло Сервацій Вишневецький, волинський воєвода та великий гетьман Литовський, останній представник княжого роду Вишневецьких. Після його смерті маєтки Вишневецьких перейшли до роду Огінських, Замойських та Мнищів.
У 1773–1775 роках державні установи були перенесені з Мяркінє до Алітуса. До 1776 року Мяркінє перебувало під самоврядуванням, яке тривало до 1791 року, коли Мяркіне на п'ять років знову стало самостійним. У 1796 році воно стало селищем.
З 1791 року місто було центром Мерецького повіту. Після другого поділу Польщі у 1793 році було утворене Мерецьке воєводство, столицею якого на Гродненському Сеймі 23 вересня того ж року було проголошене Мяркінє.
Мяркінє та його околиці також згадуються у творі письменника Мацея Сарбевського Silviludia («Лісові забави»), де він описує полювання Владислава Вази у полях Мяркінє. Красу околиць міста та його історію також описав Вінцас Крєвє у книзі «Оповідання старих людей Дайнавського краю».
Після Третього поділу Польщі у 1795 році місто перейшло під владу Росії. У період війни Наполеона з Росією (1812 рік) Мяркінє зазнало значних збитків. 2 вересня 1838 року бургомістр Мяркінє П. Дервінський від імені містян звернувся з листом до російського міністра Кисельова з метою відшкодування у розмірі 10 тис. рублів за збитки, яке місто зазнало за часів наполеонівських воєн (1812–1814 рр.). При цьому він посилався на привілеї, які Мяркінє отримало від польських королів та великих князів Литовських. Ця справа розглядалася у суді у 1840 році, проте залишилася невирішеною, у зв'язку з чим мешканці Мяркінє звернулися до міністра скарбниці російського уряду, який направив їх прохання до генерал-губернатора в Вільнюсі, який врешті-решт дав негативну відповідь. У XIX столітті біля Мяркінє проходив кордон між Королівством Польським та Росією, а околиці міста були відомі через контрабанду горілки.
З 1889 року поширювалася заборонена преса литовською мовою, яка боролася проти полонізації та русифікації (у цьому брали участь зокрема книгоноші). У Мяркінє навчався письменник Вінцас Крєвє та Юозапас Чаплікас, а також інші громадські та культурні діячі.
У XIX столітті також був розібраний давній монастир. Зберігся готичний парафіяльний костел, заснований королем Владиславом Ягеллоном. Згідно з оповіданням Зигмунта Глогера, на шляху до міста Турґялєй знаходився неоготичний палац, від якого лишилася лише каплиця XIX століття 14 метрів заввишки. В Мяркінє був турбіновий млин, який згорів у 1908 році. У 1911 році був створений Відділ тверезості. Перед 1914 роком околиці міста майже спустіли через слабкі ґрунти та масові еміграції до Америки.
Наприкінці Першої світової війни Мяркінє знаходилося на території першої Литовської Республіки.

### Період незалежної Литви

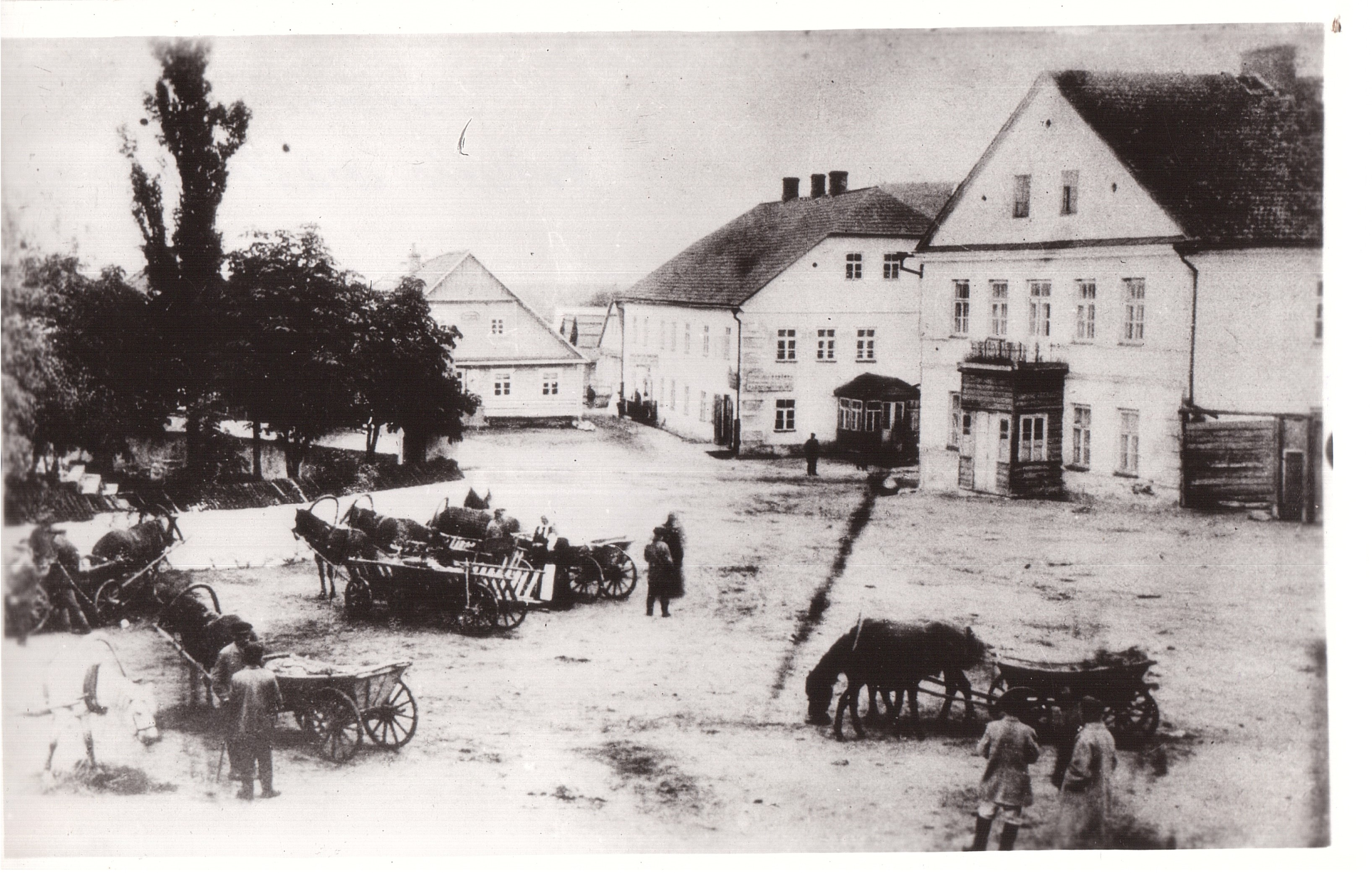
Центральна площа Мяркінє бл. 1912 року

Згідно із Ризьким миром 1921 року Мяркінє знаходилося на території Польської Республіки.
У 1921–1922 рр. у місті розміщувався секретний штаб четвертої операційної групи, підпорядкованої Білоруській партії соціалістів-революціонерів. Її командиром був В'ячеслав Разумович, також відомий під псевдо «Хмара». Штаб складався із ксендзів Бакшиця і Блазуеліса, професора гімназії Корчинського та власне Разумовича. Група співпрацювала з Генеральним штабом литовської армії та у випадку війни між Польською Республікою та Литвою мала виступити на боці останньої. Її метою була боротьба проти поляків та утворення незалежної білоруської держави. Ця група була розбита силами польської поліції у березні 1922 року.
У 1921 році місто знову згоріло, і у 1930–1940-х більше не розширювалося. У центрі Мяркінє проживали євреї (станом на 1931 рік їх налічувалося 1700 осіб), а на околицях – литовці. У місті було 3 синагоги, єврейська книгарня, 145 магазинів (майже усі належали євреям), цегляний завод, кондитерська фабрика, кравецькі, швецькі, слюсарні, прядильні і в'язальні майстерні, чотири млини та гончарна майстерня. У Мяркінє також була низка підрозділів релігійних та національних організацій.
У 1923 році кількість мешканців міста становила 2105 осіб. Станом на 1931 рік у місті налічувалося 312 будинків, 24 із яких були кам'яними.
У 1935 році тут вперше відзначили день народних мистецтв.

### Роки окупації
На початку німецько-радянської війни 22 червня 1941 року німецька авіація бомбардувала центр Мяркінє. У 1941 році за наказом німецької окупаційної влади у місті були вбиті близько трьох тисяч євреїв.
Після війни на територіях навколо Мяркінє діяли лісові брати. 15 грудня 1945 року партизани з місцевого загону на чолі з Адольфасом Раманаускасом-Ванаґасом напали на місто та боролись з силами НКВС у ході Мяркінської битви, у якій брало участь близько 300 осіб. У 1940–1941 та 1944–1953 рр. радянська влада вислала з міста 93 його мешканці. Також були активні партизані із Дайнавського військового округу. У селах навколо Мяркінє радянські винищувальні батальйони спалили 48 осель, вбили 37 та заарештували 120 осіб.
У 1949–1959 рр. Мяркінє було центральним населеним пунктом колгоспу, а у 1959–1993 рр — Меркіського спеціалізованого радгоспу, що спеціалізувався на тваринництві. Було збудовано багато нових житлових споруд, засновано цех Друскінінкайського товариства художніх виробів,торговий центр з їдальнею «Станґє», управління меліораційного будування, лікарня, млин, нова будівля школи-інтернату та великі будинки культури. У 1960 році була збудована міська середня школа.
Населення містечка на той час становило 949 осіб.

### Після відновлення незалежності
У 1989 році біля місцевих музеїв краєзнавства та геноциду за ініціативою Й. Каупініса був споруджений меморіал жертвам радянського терору – Пагорб хрестів, на якому встановлені 154 хреста та побудована каплиця.
У 1996 році затверджено новий герб Мяркінє.
У 2003 році у селищі Чясукай, розташованому за 1 км на південь від Мяркінє, була побудована піраміда.
У 2009 році відзначалося 650-річчя Мяркінє. У місті були встагновлені три стовпи для позначення місць церков та монастирів.

### Єврейська історія міста
Найперші згадки про євреїв міста датовані 1539 роком, коли 8 липня відбулася суперечка між євреєм на прізвище Конюк та християнином з приводу боргу першого. У 1551 році Мяркінє було одним із 14 міст, мешканці якого (окрім селян та євреїв) були звільнені від особливого податку («серебщизни»), який мали сплачувати усі громадяни, — відповідне рішення було оголошене Сеймом 27 листопада того ж року у Вільнюсі.
У 1897 році євреї утворювали 73% населення міста, їх налічувалося 1900 осіб. З XIX століття протягом періоду незалежної Литви єврейська громада була досить впливовою та володіла численними громадськими організаціями та установами. Після Першої світової війни тут був активний сіоністський рух: низка сіоністських організацій мала у Мяркінє свої представництва.
Серед уродженців міста у XIX столітті були такі єврейські вчені, як Мордокай Мельцер, Ісаак бен Елія Марґоліс (помер в Нью-Йорку у 1887 році) та його син Макс, професор філології Каліфорнійського університету.
Перед Першою світовою війною багато місцевих євреїв емігрували до Америки.
23 червня 1941 року, невдовзі після входу Вермахту до Литви, німецькі війська дісталися Мяркінє. Майже водночас із цим почалися переслідування євреїв, хоча німці також полювали на партизан та комуністів. Формально усіх арештованих направляли до трудового табору або в'язниці в Алітусі, насправді ж — невдовзі після вивезення вбивали. У вересні 1941 року Б. Науйокас, начальник поліції Мяркінє, зібрав усіх євреїв у синагозі та єврейській школі. Близько 700 осіб з прилеглих населених пунктів, зокрема з Ляйпалінґіса, Сяйрєя та Лішкяви були доправлені до Мяркінє німецькими солдатами та литовськими допоміжними частинами.
10 вересня 1941 року усі затримані, згідно з офіційними даними звіту Карла Єґера: 854 євреї, серед яких 355 жінок та 276 дітей, були вбиті членами СС та литовських допоміжних сил, т.зв. Айнзатцгрупою 3. У наш час про це нагадує меморіальна дошка біля єврейського кладовища, де і відбулася це трагедія.
Також у лісах навколо міста були знайдені братські могили вбитих під час Другої світової війни євреїв.

## Населення
У середині XVI століття населення міста становило 1250–1890, а на початку XVII століття  – близько 2100–2180 осіб. У 1667 році тут налічувалося 113, а у 1775 р. – 128 димів.
| Динаміка населення з 1830 по 2011                                                           |          |      |      |          |          |      |          |          |
| 1830                                                                                        | 1867*    | 1869 | 1882 | 1896*    | 1897пер. | 1905 | 1923пер. | 1959пер. |
| 703                                                                                         | 1525     | 1494 | 2148 | 762      | 2280     | 3023 | 2105     | 949      |
| 1970пер.                                                                                    | 1979пер. | 1980 | 1986 | 1989пер. | 2001пер. | 2007 | 2011пер. | -        |
| 1640                                                                                        | 1799     | 1390 | 1430 | 1564     | 1434     | 1570 | 1228     | -        |
| - * згідно з роком видання енциклопедії. Роки, дані яких подані в енциклопедії, не вказані. |          |      |      |          |          |      |          |          |
| Гістограма динаміки населення                                                               |          |      |      |          |          |      |          |          |

Хоча із населенням більше тисячі осіб Мяркінє є більшим за звичайні міста (лит. miestai) Литви, офіційно воно класифікується лише як містечко (лит. miestelis). Оскільки в Литві існує лише 60 великих районних самоврядувань, містечко Мяркінє на відміну від інших населених пунктів більше не має муніципалітету, а є центром втричі більшого за населенням Мяркінського староства Варенського району.

### Визначні особистості
- Владислав IV Ваза (1595–1648) – король Польщі, часто відпочивав у Мяркінє, також помер тут;
- Вацлав Жиліньський[lt] (1803–1863) – священник, Віленський єпископ, Могилівський архієпископ;
- Макс Леопольд Марголіс[lt] (1866–1932) – американський філолог;
- Юозапас Чаплікас[lt] (1876–1961) – ксендз, збирач фольклору та проповідник, книгоноша;
- Вінцас Крєвє-Міцкявічюс (1885 - 1954) - прозаїк, драматург, політичний діяч;
- Леонтій (Бондар) (1913—1999) — білоруський та російський православний релігійний діяч;
- Міндаугас Юліус Блозняліс[lt] (нар. 1923) – діяч антирадянського та антинацистського опору, інженер-електрик, доктор технічних наук;
- В'ячеслав Разумович (також відомий під псевдо «отаман Хмара») – білоруський партизан;
- Аляксандрас Чірас[lt] (1927–2001) – вчений, інженер-будівник, доктор технічних наук, доктор габітований, професор;
- Пятрас Чірас[lt] (нар. 1934) – інженер шляхів сполучення, спеціаліст з ергономіки, доктор технічних наук;
- Арвідас Байорас[lt] (нар. 1956) – політик.

## Економіка
Мяркінє – важливий пункт внутрішнього туризму: у цьому регіоні переважним напрямком є екотуризм.
Місто також є відомим центром чорної кераміки.

## Архітектура та пам'ятки

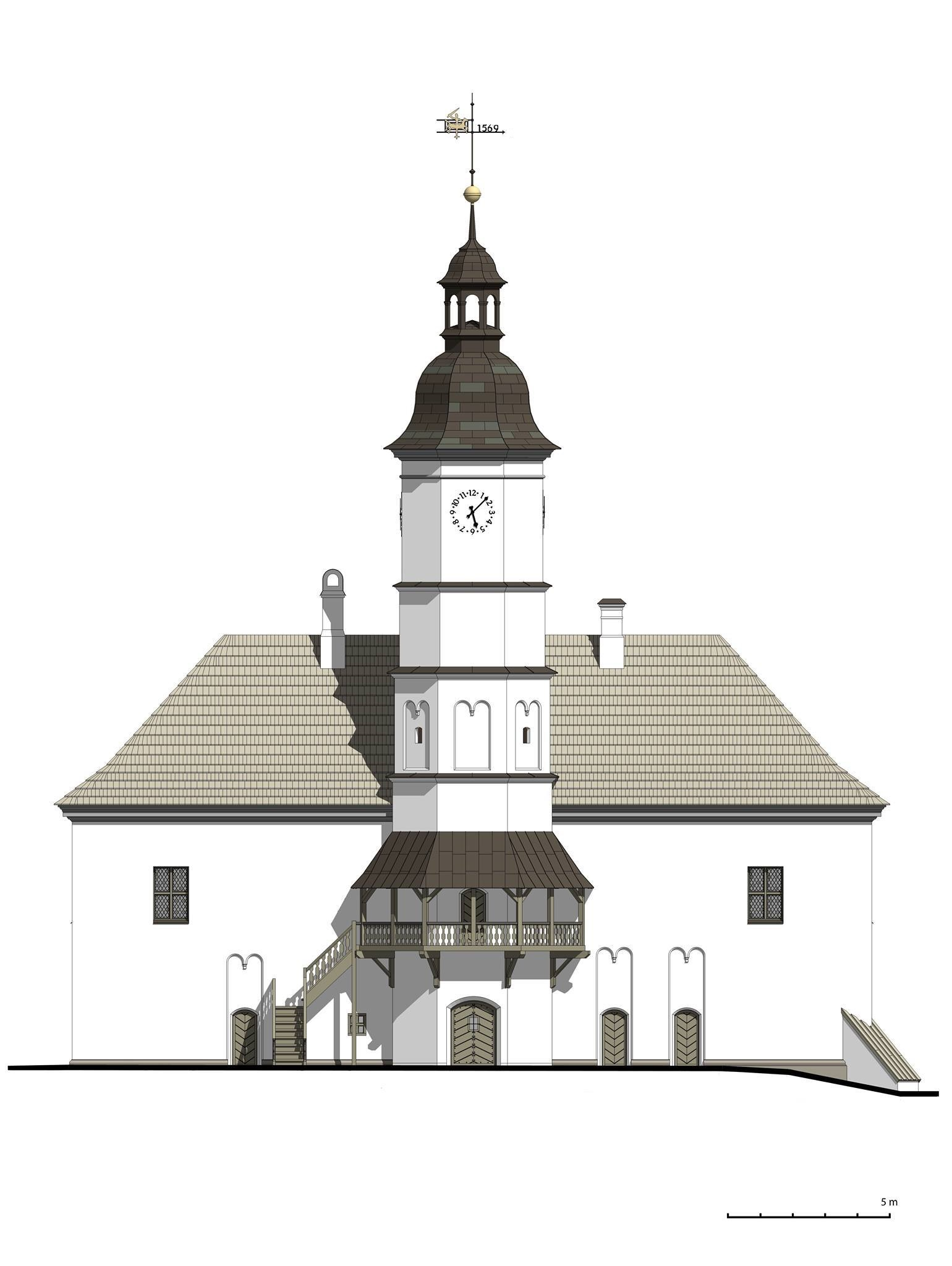
Проєкт реконструкції північного фасаду Мяркінської ратуші

Містечко має радіальний план, який стихійно формувався до кінця XVII століття. На перехресті шістьох вулиць розташована площа майже трикутної форми.
Найвизначніші пам'ятки:
- Готичний безвежевий римо-католицький Костел Внебовзяття Пресвятої Діви Марії (перша пол. XV ст., після реконструкції 1648 року отримав барокові риси, у 1884 році за проєктом Н. Чагіна також був перебудований). У соборі є 5 цінних дерев'яних барокових вівтарі (XVII – XIX ст.), картини XIV–XX ст. та дерев'яне розп'яття початку XX століття.
- Огорожа цвинтаря кам'яної кладки з воротами-дзвіницею етнографічної форми (ймовірно 1842 року; над воротами – залізний хрест дзвіниці, датований XIX ст.);
- Цегляна оштукатурена церква (колишня православна Церква Хреста Господнього, збудована у 1888 році на фундаменті ратуші XVI–XVII ст.; діяла до 1940 року, з 1968 року – міський краєзнавчий музей; зберігся оригінальний підвал вежі ратуші з фрагментом зводу). Розташована у центрі головної, трикутної, площі;
- Кам'яні оштукатурені стовпи (ймовірно встановлені у 1575 або 1579 рр.), що визначали межу міста. Спочатку їх існувало 4, але до нашого часу збереглися лише два;[22]
- Цегляна партизанська каплиця, збудована на Пагорбі хрестів (1994 рік);
- Міст через Німан (1960–1970-ті рр.);
- Пам'ятники
  - В. Крєвє, встановлений 1994, скульптор П. Мазура
  - Св. Казимиру, встановлений 1993, скульптор К. Ланаускас.[23]
- Цвинтар жертв нацизму (колишній єврейський);
- Краєзнавчий музей Мяркінє та його відділення – Литовський музей страждань та боротьби за свободу (1996).

Збереглися 2 із 4 міських архітектурних пам'яток, збудованих у 1579 році, до яких був прикріплений герб Мяркінє.
У місті також є Музей геноциду. В інформаційному центрі Дзукійського національного парку постійно діє художня галерея (експозиція народного мистецтва) та тимчасові виставки. У 2010 році був встановлений пам'ятник Мяркінській битві.
Центр міста є урбаністичною пам'яткою державного значення.

### Городище
Неподалік від міста також знаходиться Мяркінське городище — місцева природна пам'ятка, від якої до злиття Німана та Мяркіса через луги та ліси веде двокілометрова ботанічна стежка.
Свого часу Мяркінє було частиною стратегічного трикутника Каунас-Вільнюс-Мяркінє, захищеного мережею замків та укріплень.
Висота городища становить 30 м, площа 5х7м.

### Ратуша
У 1556 році Мяркінє отримало Магдебурзьке право. У 1595 році вже зустрічаються згадки про міську ратушу, яка згодом простояла майже 300 років. У 1885 році ратушу було знесено, а на її місці постала збудована за типовим проєктом православна церква. Мяркінє мало право на самоуправління до 1776 року, згодом у джерелах 1798 року зазначається, що стара двоповерхова ратуша була пустою. Фактом лишається те, що у 1791 році право міста на самоуправління було ненадовго відновлене і тривало до 1796 року. У 1773–1775 рр. державні установи були перенесені з Мяркінє до Алітуса. Про зовнішній вигляд ратуші можна отримати уявлення із двох малюнків XIX століття. Це була ратуша, яка мала найбільше ренесансних рис на території сучасної Литви.

### Піраміда
Мяркінську піраміду збудував у 2002 році архітектор Паулюс Жєкас на місці, де він у семирічному віці пережив містичну подію 20 серпня 1990 року. Піраміда приваблює великі групи люди, серед яких є й дружина колишнього президента Литви Роландаса Паксаса Лайма Паксієнє, яка відвідує піраміду щороку разом з родиною. Вона також брала участь у кампанії порятунку піраміди від знесення за пропозицією литовських урядовців.

## Спорт
- ФК Мяркінє[lt]

## Галерея

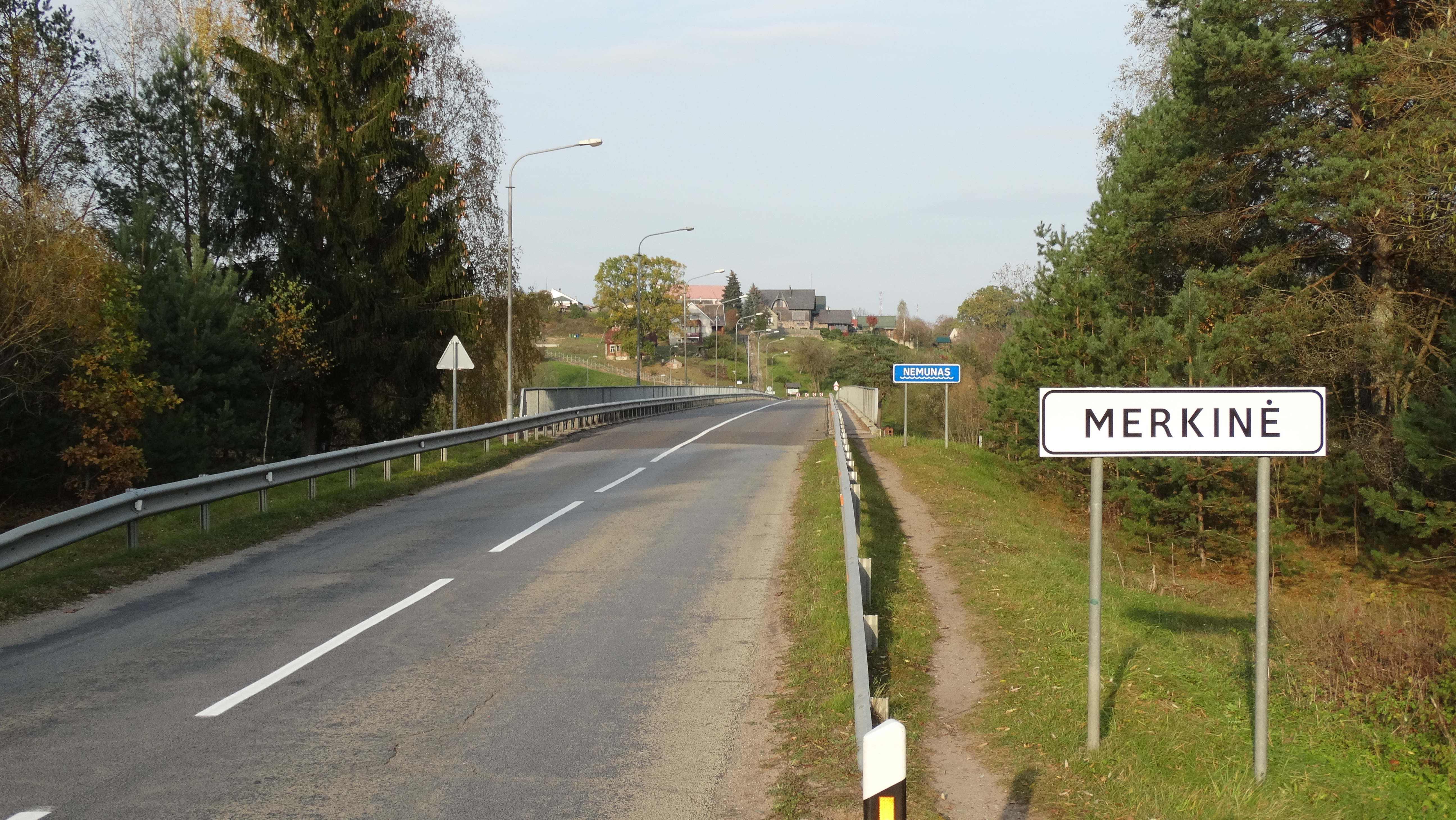
В'їзд до Мяркінє
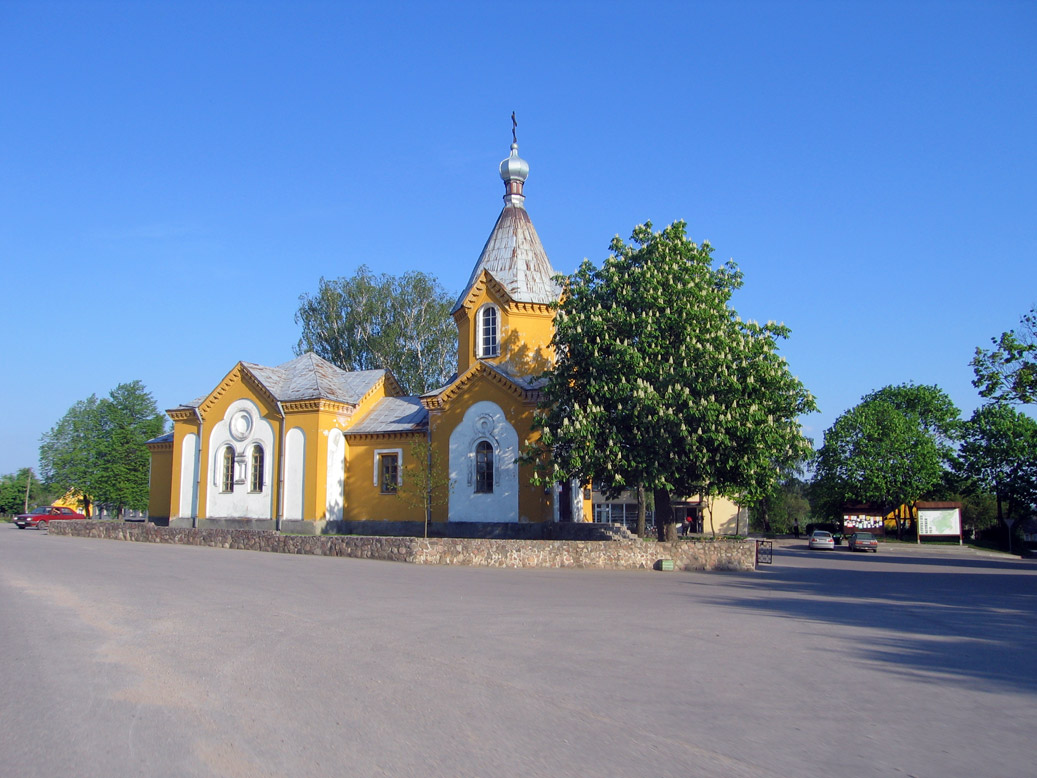
Колишня православна церква
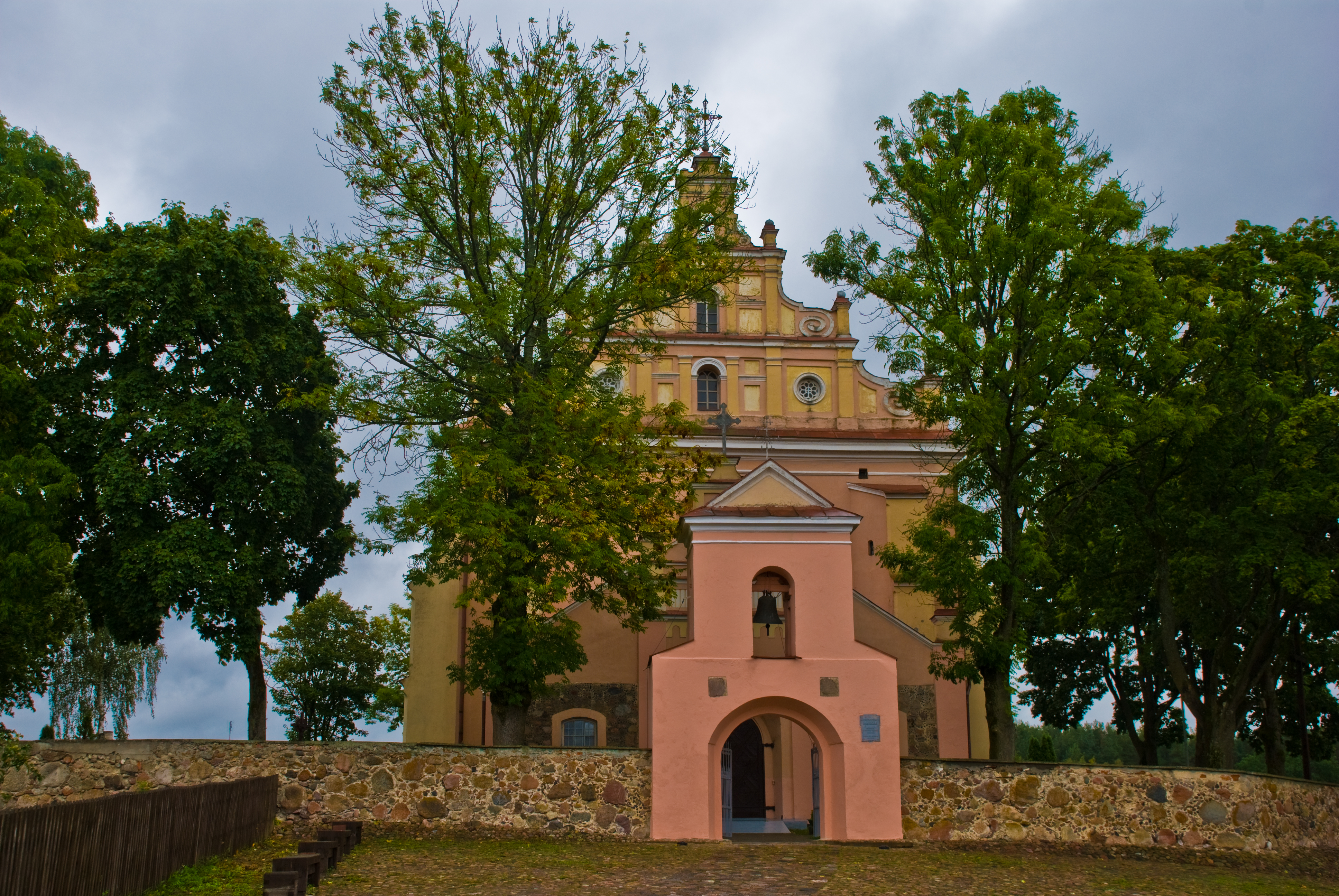
Костел Внебовзяття Пресвятої Діви Марії
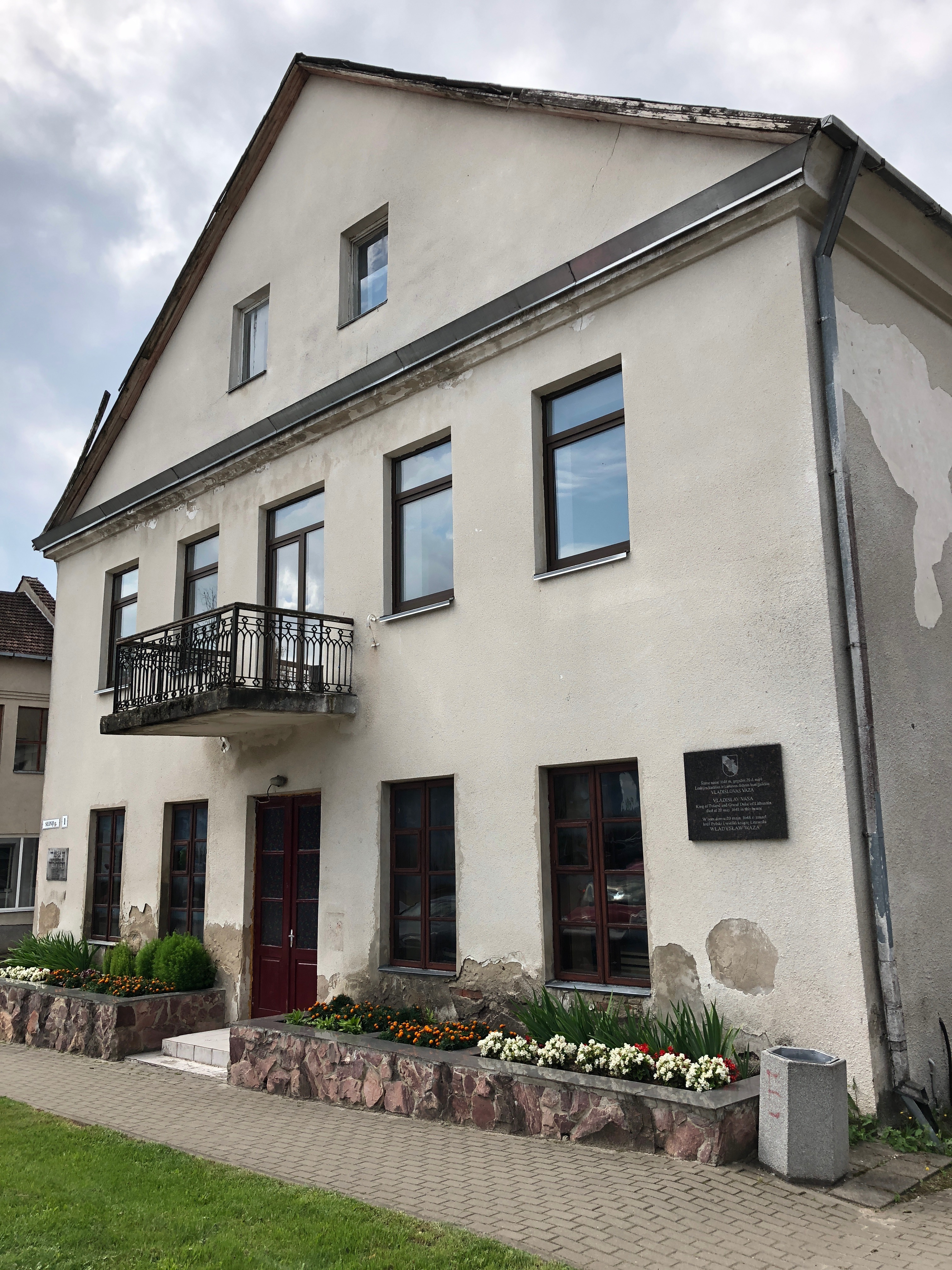
Будинок, в якому помер король Польщі Владислав IV Ваза
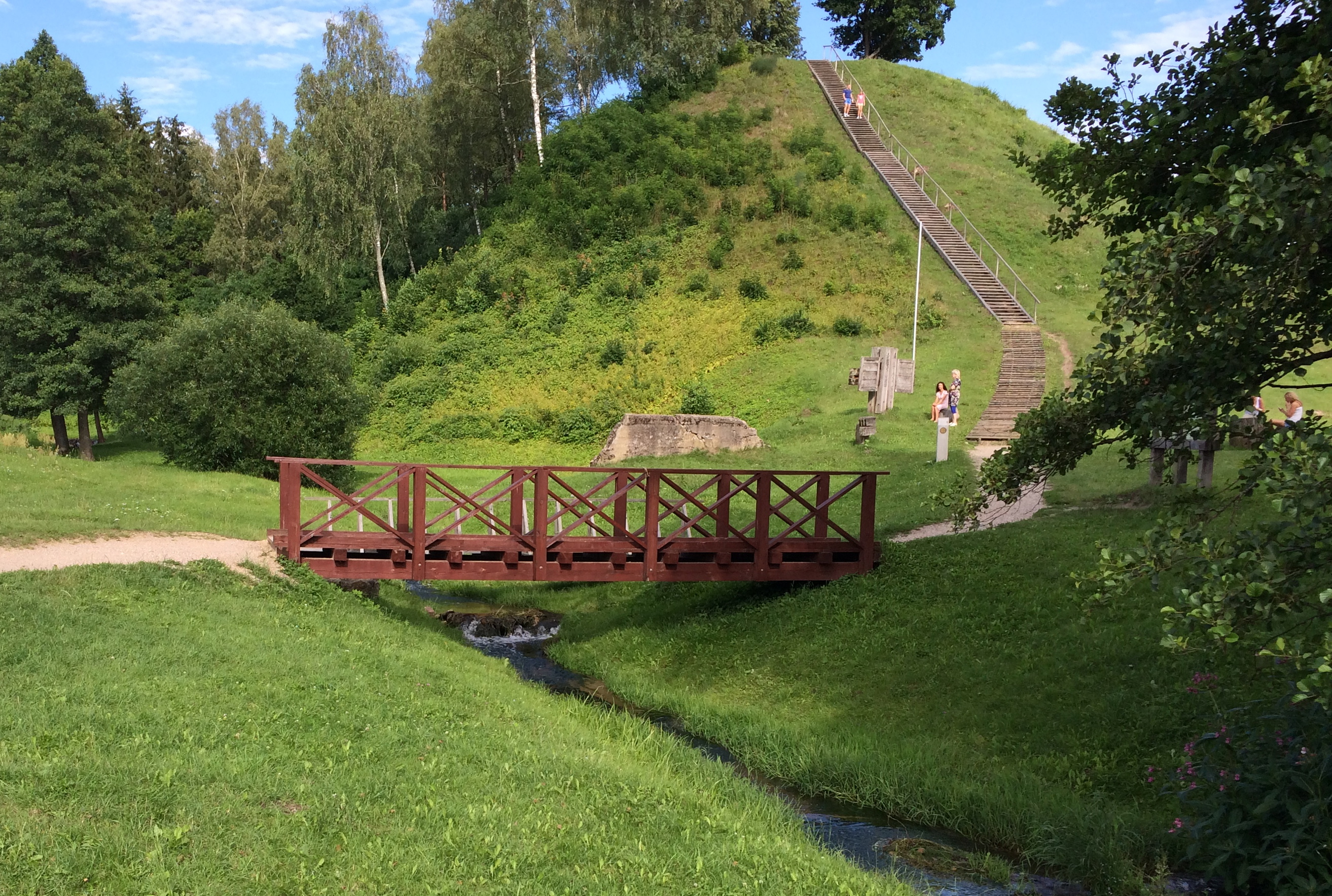
Городище
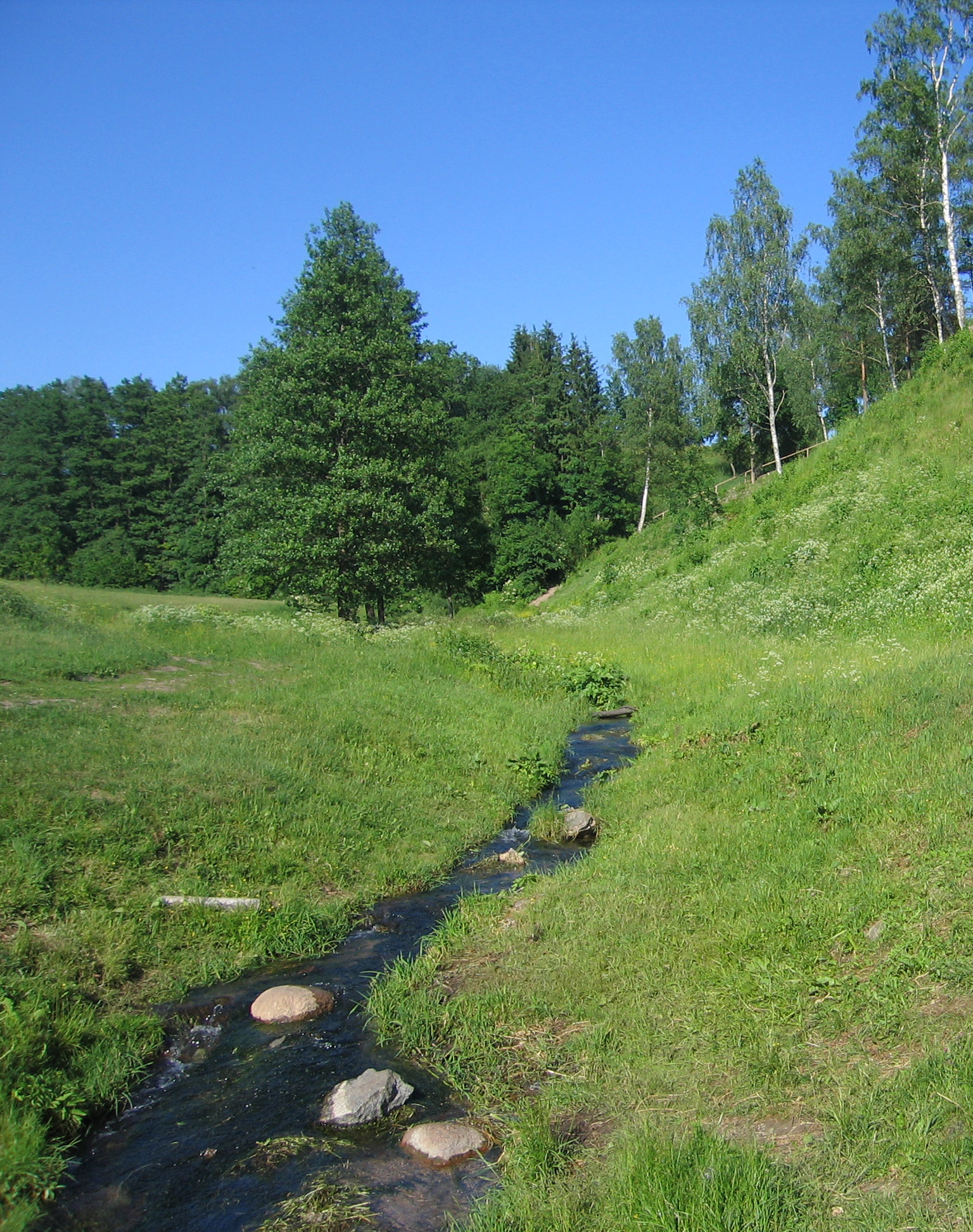
Річка Станґє, що тече через городище
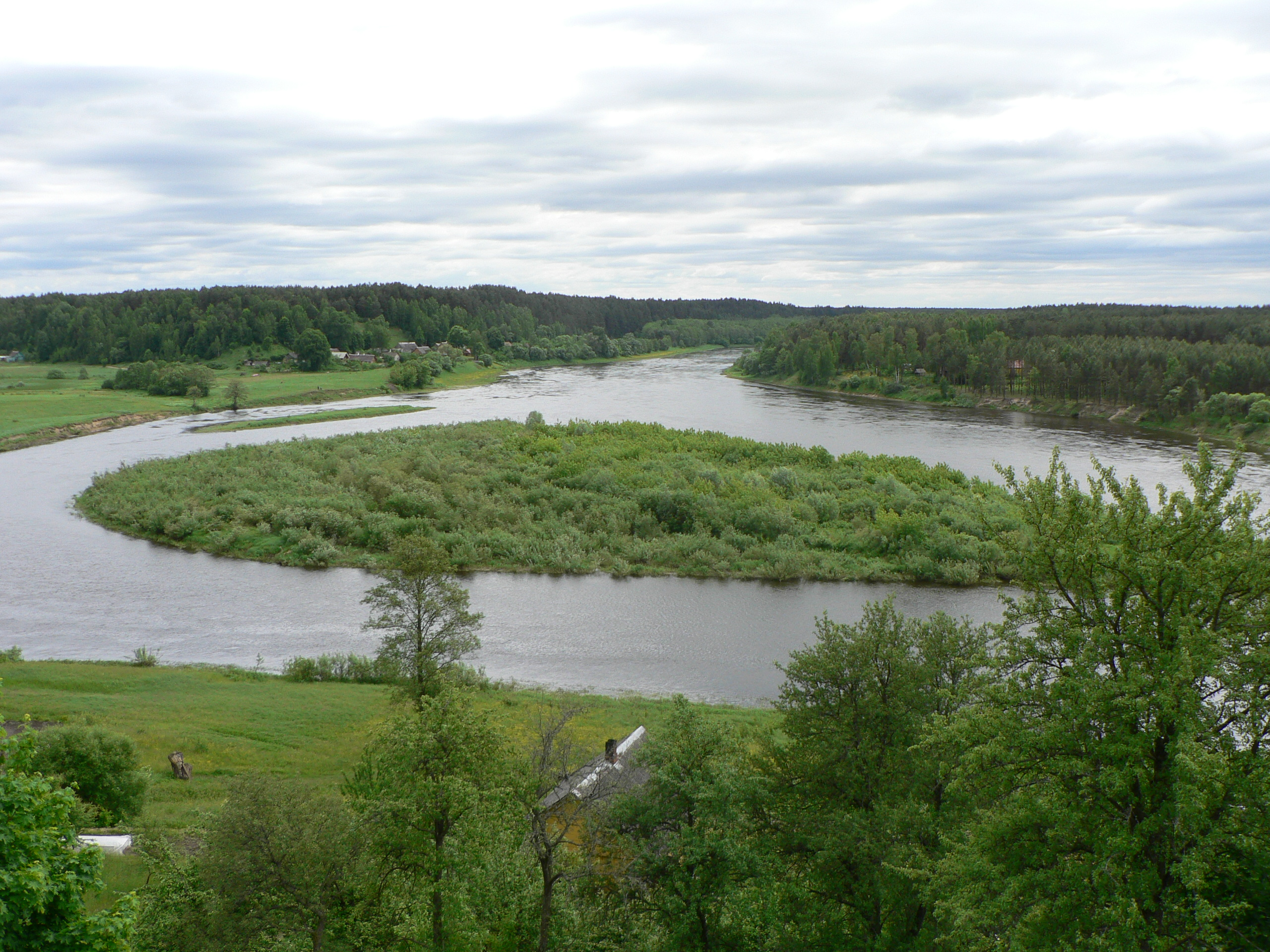
Німан у Мяркінє
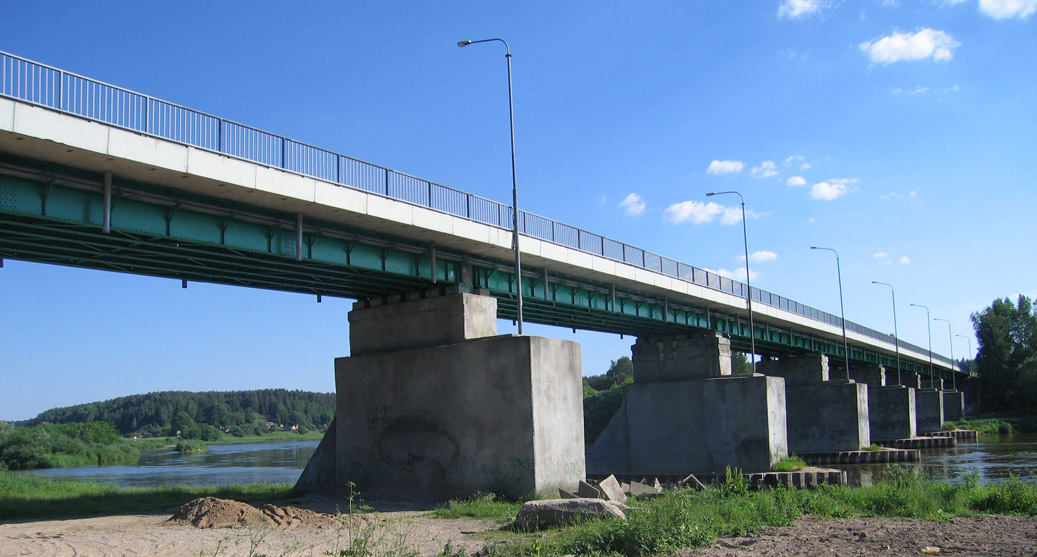
Міст через Німан
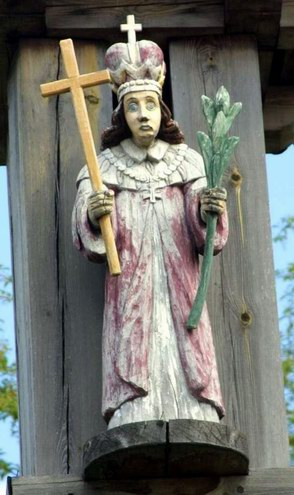
Литовська традиційна скульптура Св. Казимира в центрі міста
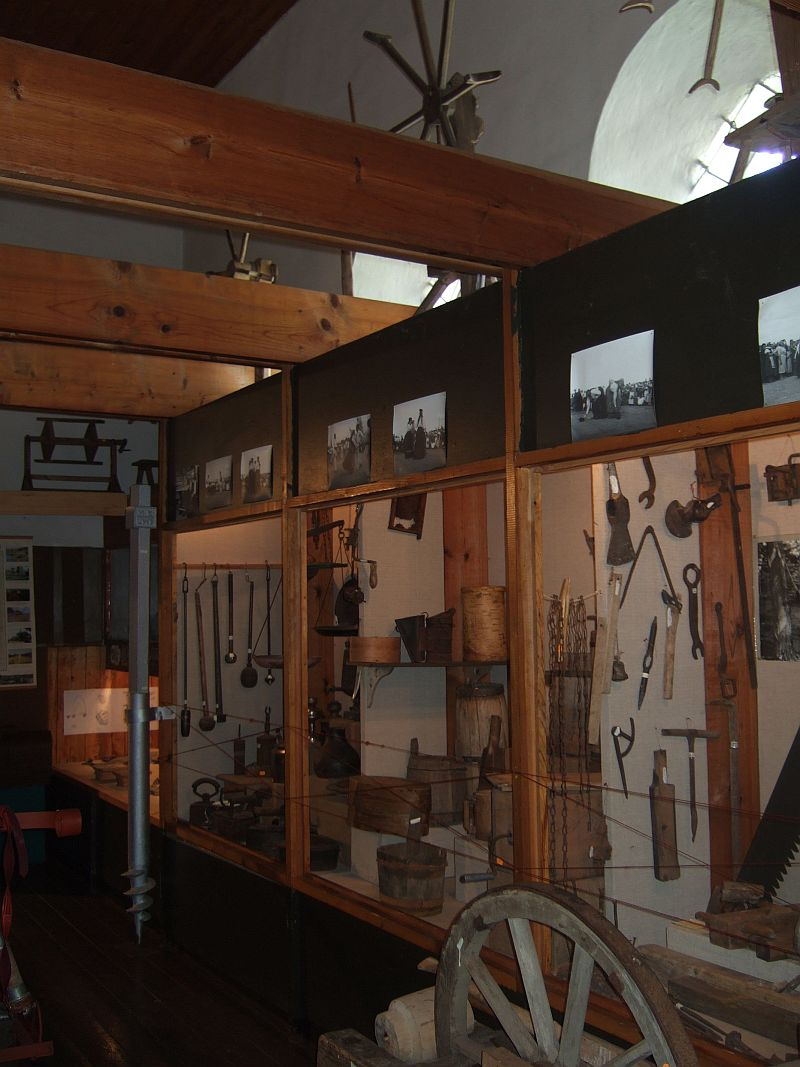
Експозиція міського краєзнавчого музею